# Arkadiusz (Fiodorow)
Arkadiusz, imię świeckie Grigorij Fiodorowicz Fiodorow (ur. 1784 lub 1786 w Dmitrowskim, zm. 26 kwietnia?/8 maja 1870) – rosyjski biskup prawosławny.

## Życiorys
Był synem sługi cerkiewnego. Ukończył seminarium duchowne we Włodzimierzu w 1808 jako najlepszy absolwent, toteż został zatrudniony w szkole jako wykładowca, prowadził zajęcia z różnych przedmiotów. Wieczyste śluby mnisze, po których przyjął imię zakonne Arkadiusz, złożył 18 maja 1814. 21 maja tego samego roku został wyświęcony na hierodiakona, zaś 24 maja – na hieromnicha. Również w 1814 został zatrudniony w seminarium jako ekonom, bibliotekarz i lektor języka francuskiego. Równocześnie zajmował się odbudową monasteru św. Mikołaja w Solbie; następnie powierzono mu również obowiązki nadzorcy szkół duchownych we Włodzimierzu. W 1818 otrzymał godność archimandryty i został przełożonym monasteru Narodzenia Matki Bożej w Bogolubowie, nadal pracując w seminarium. Pracę w szkole zakończył w roku następnym, gdy został członkiem konsystorza eparchii włodzimierskiej i suzdalskiej. W 1822 mianowano go dziekanem monasterów tejże eparchii.
Od 1823 do 1824 był rektorem seminarium duchownego w Mohylewie, wykładowcą przedmiotów teologicznych w tejże szkole oraz przełożonym Monasteru Kuteińskiego k. Orszy. Następnie mianowano go rektorem seminarium duchownego w Mińsku i przełożonym monasteru św. Jana Teologa w Hrozowie, a następnie od 1825 do 1827 – monasteru Objawienia Pańskiego w Pińsku. W latach 1827–1829 kierował jako rektor seminarium duchownym w Jarosławiu.
3 lutego 1829 został wyświęcony na biskupa orenburskiego. Dwa lata później przeniesiony na katedrę permską. W 1833 otrzymał godność arcybiskupią. W 1851 objął katedrę ołoniecką i pietrozawodską, którą kierował do 1869, gdy Święty Synod przeniósł go w stan spoczynku z wyznaczeniem miejsca stałego pobytu w monasterze Trójcy Świętej Aleksandra Świrskiego. We wszystkich eparchiach, którymi kierował, zajmował się pracą misyjną. W szczególności dążył do pozyskiwania dla Rosyjskiego Kościoła Prawosławnego staroobrzędowców. Według niektórych szacunków dzięki jego działaniom liczba starowierców żyjących na terenie eparchii permskiej spadła o połowę (ze 150 tys. do 75 tys. osób). Z inicjatywy arcybiskupa Arkadiusza wzniesiono szereg nowych cerkwi i kaplic, otworzył kilka niższych szkół duchownych w eparchii permskiej, był on również autorem licznych tekstów teologicznych i kazań polemicznych wymierzonych w staroobrzędowców.
Zmarł rok po przeniesieniu w stan spoczynku, przed śmiercią złożył śluby mnisze wielkiej schimy. Został pochowany na terenie klasztoru.